# Lawa (etnia)
I lawa (in thai: ลัวะ o ละว้า; trascrizione IPA: [laˈwaʔ] o [laʔˈwaː]; trascrizione RTGS: Lawa) sono un gruppo etnico della Thailandia del Nord. Il loro idioma fa parte delle lingue waiche e più in generale dei gruppi palaungici, mon khmer e austroasiatici.
I lawa sono spesso erroneamente scambiati con i lua stanziati in Laos e Thailandia del Nord, il cui idioma fa però parte delle lingue khmuiche, molto diverse dalle palaungiche. L'errore si deve al fatto che i due nomi si assomigliano molto, tanto che alcuni lawa vengono chiamati lua.

## Distribuzione e lingue
Si dividono sostanzialmente in due gruppi linguistici, i lawa occidentali si trovano nelle province di Mae Hong Son e di Chiang Mai, quelli orientali nella sola provincia di Chiang Mai. Secondo una stima del 2011 pubblicata da Ethnologue, i primi erano composti da 8.500 membri suddivisi in diversi villaggi con dialetti diversi tra loro e i secondi erano composti da 8.000 membri suddivisi in 16 villaggi, anch'essi con dialetti diversi. Le lingue e i dialetti lawa, spesso non mutuamente intelligibili, sono tuttora parlate dalla stragrande maggioranza della popolazione, che con la diffusione delle scuole thailandesi ha imparato anche la lingua thai, oltre che quella lanna, tradizionalmente diffusa in tutta la Thailandia del Nord. È stato ipotizzato che gli odierni lawa siano quello che resta degli antichi insediamenti del popolo wa nei territori che formano oggi la Thailandia del Nord, ipotesi avvalorata dalle molte similitudini tra le lingue lawa e quelle wa. Secondo quanto riportato alla luce con scavi archeologici, insediamenti di lawa erano presenti nella prima metà del primo millennio nei territori che formano l'odierna provincia di Kalasin in Thailandia del Nordest.

## Stile di vita
Grazie anche alle politiche di assimilazione culturale delle minoranze etniche portate avante dai governi thai fin dal XVIII secolo, i lawa si sono da lungo tempo integrati nella realtà del Paese. Il tasso di scolarità dei bambini lawa è abbastanza alto e molti degli adulti professano il Buddhismo Theravada, la religione di Stato. Vengono comunque mantenute tradizioni proprie del popolo, come la lingua, l'antico credo religioso dell'Animismo, soprattutto nelle aree remote, e le caratteristiche abilità nell'artigianato, in particolare i lawa sono, al pari dei membri di altre piccole tribù, apprezzati nel mestiere del fabbro.

## Storia
Le origini dei lawa non sono molto chiare, un'ipotesi è che siano un gruppo mon khmer giunto a nord dalle precedenti zone dove erano stanziati, nella penisola malese o nelle zone che formano oggi la Cambogia. Sono comunque uno dei più antichi popoli della Thailandia, giungendovi prima degli stessi thai. Nella seconda metà del I millennio vissero nella zona che è oggi la Thailandia Centrale, e insieme ai mon erano stanziati a Lavo, l'odierna Lopburi. Un'altra ipotesi associa ai lawa il nome Lavo, che diede il nome all'antico e glorioso Regno di Lavo, assoggettato dal Regno di Ayutthaya nel XIV secolo.
Tra gli stanziamenti lawa nel nord, vi furono quelli nella zona dell'odierna Chiang Saen, dove furono sottomessi dai tai yuan di Yonok nell'VIII secolo, quelli nella zona dell'odierna Chiang Mai, dove fondarono ai piedi delle montagne il villaggio chiamato Wiang Nophaburi, e quelli più a nord nella zona dell'odierna Kengtung. Anche questi ultimi insediamenti caddero sotto il controllo dei tai yuan, il cui re Mangrai avrebbe fondato Chiang Mai nella zona di Wiang Nophaburi e il Regno di Chiang Tung a nord alla fine del XIII secolo.

### I lawa nelle leggende del nord
I lawa sono spesso citati nelle leggende del nord della Thailandia. Il libro del XV secolo Cāmadevivaṃsa racconta le gesta della leggendaria regina mon Camadevi, principessa del Regno di Lavo che fondò la città di Haripunchai, l'odierna Lamphun. Secondo il libro, la città subì nel VII secolo un attacco di 80.000 lawa guidati da re Vilanga, che furono respinti; ma Camadevi fece sposare i propri due figli a due figlie di Vilanda, siglando l'alleanza tra i due regni.
Nella storia del Doi Tung viene attribuita ai lawa la fondazione di Ngoenyang, capitale dell'omonimo regno da cui partì l'espansione di re Mangrai che avrebbe portato alla fondazione del Regno Lanna. Il re dei tai yuan si impadronì del villaggio lawa costringendo gli abitanti all'esilio o a integrarsi nella nuova realtà.